# Kervignac
Kervignac é uma comuna francesa na região administrativa da Bretanha, no departamento Morbihan. Estende-se por uma área de 39,58 km². Em 2010 a comuna tinha 6 833 habitantes (densidade: 172,6 hab./km²).